# Heroínas de Tunja FSC
Heroínas es un equipo colombiano de fútbol de salón (futsal) femenino de la ciudad de Tunja. Fue fundado en 2011 para participar en la segunda edición de la Copa Postobón Futsal femenino, siendo el actual subcampeón Copa Postobon de Microfútbol Femenina.

## Datos del club
- Temporadas en Copa Postobon de Microfútbol: 2
- Mejor puesto en la Copa: 2º (en 2012)